# Occlusiva uvulare sonora
L'occlusiva uvulare sonora è una consonante, rappresentata con il simbolo [ɢ] nell'alfabeto fonetico internazionale (IPA).
Nella lingua italiana tale fono non è presente.

## Caratteristiche
La consonante occlusiva uvulare sonora presenta le seguenti caratteristiche:
- il suo modo di articolazione è occlusivo, perché questo fono è dovuto all'occlusione del canale orale (la bocca) seguita da un brusco rilascio detto esplosione;
- il suo luogo di articolazione è uvulare, perché nel pronunciare tale suono il dorso della lingua si porta a contatto con l'ugola;
- è una consonante sonora, in quanto questo suono è prodotto con la vibrazione delle corde vocali.

## Altre lingue
Questo suono non è presente nelle principali lingue europee; si può trovare in:

### Inuktitut
In lingua inuktitut:
- ᐃᐃᑉᕆᐅᖅᑐᖅ "esplorare" [ihipɢiuqtuq]

### Persiano
In lingua persiana:
- غذا "cibo" [ɢaˈzɒ]

### Somalo
In lingua somala:
- Muqdisho "Mogadiscio" [muɢdiʃɔ]